# Erythranthe

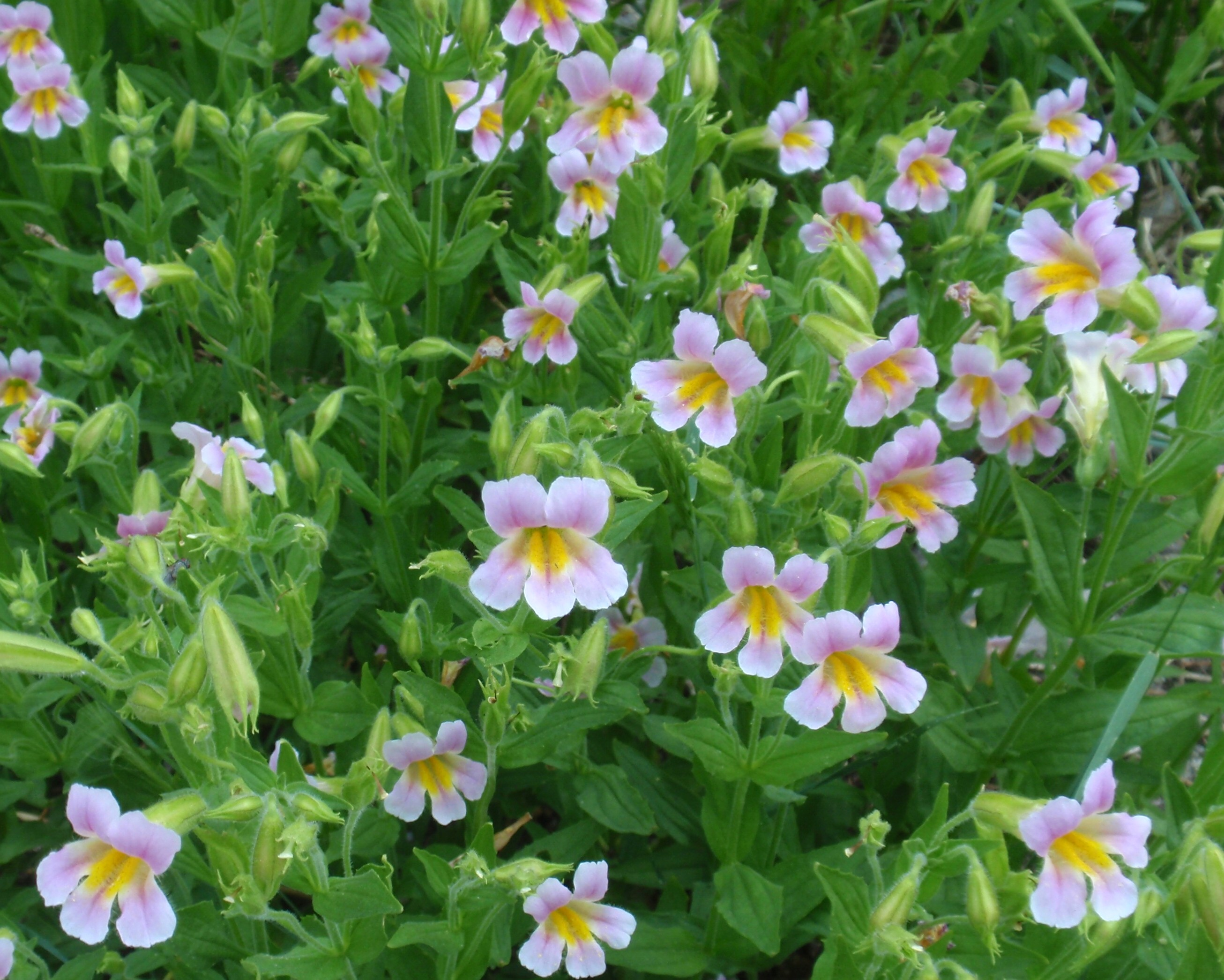
Erythranthe lewisii

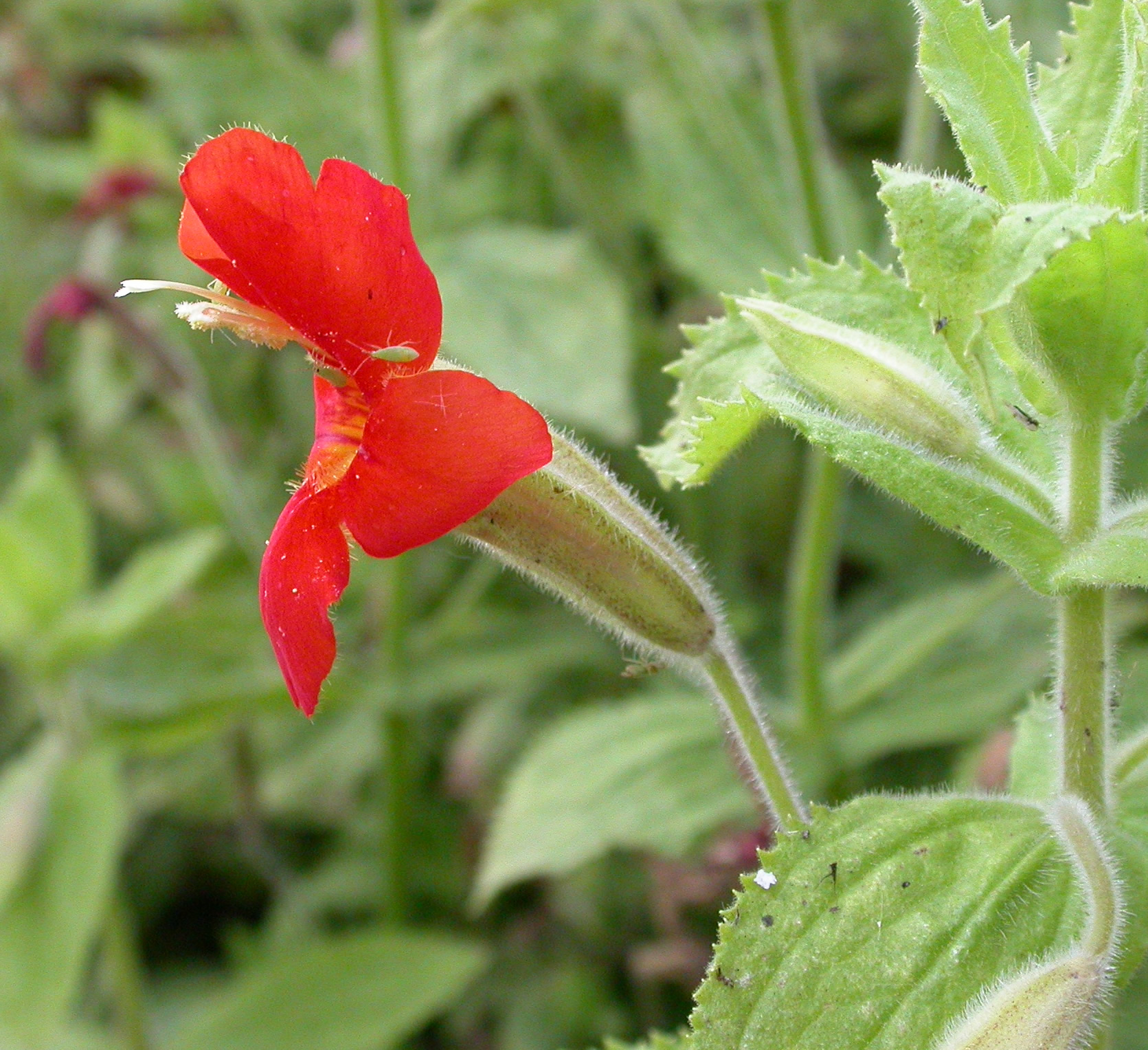
Erythranthe cardinalis

Erythranthe – rodzaj roślin z rodziny Phrymaceae, w tradycyjnych ujęciach włączany był do rodzaju kroplik Mimulus. Należy do niego 129 gatunków. Zasięg rodzaju obejmuje oba kontynenty amerykańskie oraz południową i wschodnią Azję. W Ameryce Północnej brak przedstawicieli rodzaju tylko na północnych krańcach kontynentu oraz w południowo-wschodniej części Stanów Zjednoczonych, na Antylach i w części Ameryki Centralnej. W Ameryce Południowej brak przedstawicieli we wschodniej części kontynentu – w Brazylii i Paragwaju. W Azji rośliny te występują od rosyjskiego Dalekiego Wschodu i Japonię poprzez Chiny, Wietnam, Mjanmę po rejon Himalajów. W Polsce zadomowionymi antropofitami stały się kroplik żółty E. guttata i kroplik piżmowy E. moschata. Kilka dalszych jest uprawianych jako rośliny ozdobne.
Takson wyodrębniony został z rodzaju Mimulus na podstawie molekularnych analiz filogenetycznych, wyróżnia go też położenie kątowe zalążków, a z cech morfologicznych m.in. długoszypułkowe kwiaty (szypułki są dłuższe od kielicha).

## Morfologia

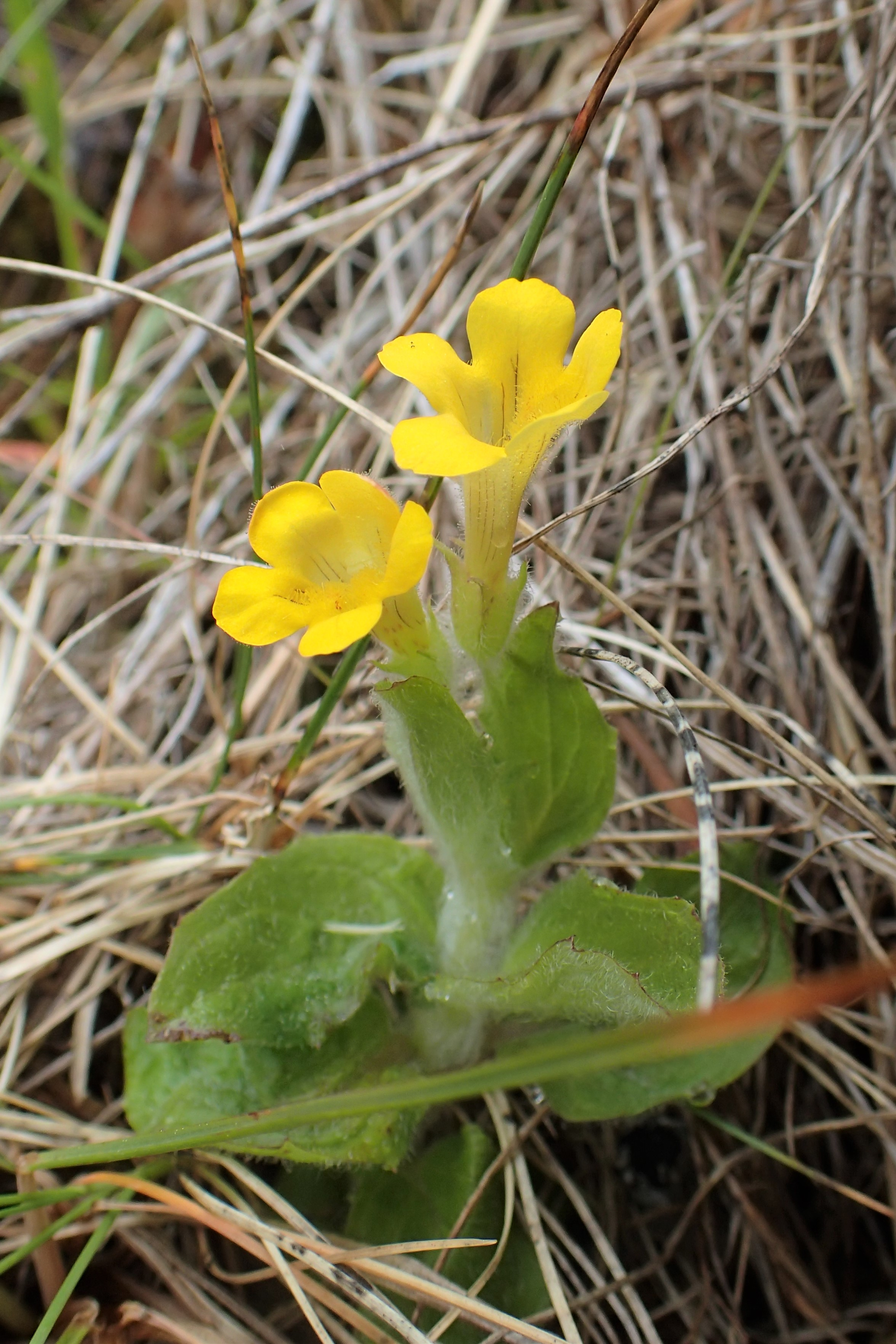
Erythranthe moschata

PokrójNa ogół  półkrzewy ale też rośliny jednoroczne i byliny. Pędy są płożące, podnoszące się lub prosto wzniesione, nagie lub owłosione, także gruczołowato. Łodyga obła lub kanciasta, czworoboczna.
LiścieOdziomkowe (skupione w rozetę przyziemną u E. linearifolia i E. primuloides), ogonkowe lub siedzące. Blaszki czasem nieco mięsiste, ale nie skórzaste, pojedyncze, całobrzegie lub ząbkowane.
KwiatyWyrastają w kątach liści w środkowej lub szczytowej części pędu. Osadzone są na zwykle dłuższej od kielicha szypułce, u różnych gatunków są wzniesione, odstają w bok lub zwisają. Kielich może być grzbiecisty lub promienisty, zrosłodziałkowy, z 5 lub 3 ząbkami. Korona kwiatu jest grzbiecista, dwuwargowa, przy czym dolna warga z trzema łatkami, a górna z dwoma. Płatki są barwy żółtej, różowej, czerwonej, fioletowej, rzadko białej. Pręciki są cztery, dwa z nich dłuższe, z nitkami osadzonymi w środkowej części rurki korony. Zalążnia górna, z dwóch zrośniętych owocolistków, dwukomorowa. Znamię dwułatkowe.
OwoceTorebki na szczycie zaokrąglone lub ucięte, otwierają się dwiema łatkami. Zawierające kilkaset do dwóch tysięcy drobnych, wąskoeliptycznych, spłaszczonych nasion.

## Systematyka
Rodzaj z rodziny Phrymaceae. Najbliżsi krewni to Diplacus i Hemichaena.
Wykaz gatunków
- Erythranthe acutidens (Greene) G.L.Nesom
- Erythranthe alsinoides (Douglas ex Benth.) G.L.Nesom & N.S.Fraga
- Erythranthe ampliata (A.L.Grant) G.L.Nesom
- Erythranthe androsacea (Curran ex Greene) N.S.Fraga
- Erythranthe angulosa M.Berger
- Erythranthe arenaria (A.L.Grant) G.L.Nesom
- Erythranthe arenicola (Pennell) G.L.Nesom
- Erythranthe arvensis (Greene) G.L.Nesom
- Erythranthe austrolatidens G.L.Nesom
- Erythranthe barbata (Greene) N.S.Fraga
- Erythranthe bergeri G.L.Nesom
- Erythranthe bhutanica (T.Yamaz.) G.L.Nesom
- Erythranthe bicolor (Hartw. ex Benth.) G.L.Nesom & N.S.Fraga
- Erythranthe bodinieri (Vaniot) G.L.Nesom
- Erythranthe brachystylis (Edwin) G.L.Nesom
- Erythranthe bracteosa (P.C.Tsoong) G.L.Nesom
- Erythranthe breviflora (Piper) G.L.Nesom
- Erythranthe brevinasuta G.L.Nesom
- Erythranthe breweri (Greene) G.L.Nesom & N.S.Fraga
- Erythranthe bridgesii (Benth.) G.L.Nesom
- Erythranthe × burnetii (S.Arn.) Silverside
- Erythranthe caespitosa (Greene) G.L.Nesom
- Erythranthe calcicola N.S.Fraga & D.A.York
- Erythranthe calciphila (Gentry) G.L.Nesom
- Erythranthe cardinalis (Douglas ex Benth.) Spach – kroplik szkarłatny
- Erythranthe carsonensis N.S.Fraga
- Erythranthe charlestonensis G.L.Nesom
- Erythranthe chinatiensis G.L.Nesom
- Erythranthe cinnabarina G.L.Nesom
- Erythranthe corallina (Greene) G.L.Nesom
- Erythranthe cordata (Greene) G.L.Nesom
- Erythranthe cuprea (Dombrain) G.L.Nesom – kroplik miedziany
- Erythranthe decora (A.L.Grant) G.L.Nesom
- Erythranthe dentata (Nutt. ex Benth.) G.L.Nesom
- Erythranthe dentiloba (B.L.Rob. & Fernald) G.L.Nesom
- Erythranthe depressa (Phil.) G.L.Nesom
- Erythranthe diffusa (A.L.Grant) N.S.Fraga
- Erythranthe diminuens G.L.Nesom
- Erythranthe discolor (A.L.Grant) N.S.Fraga
- Erythranthe eastwoodiae (Rydb.) G.L.Nesom & N.S.Fraga
- Erythranthe erubescens G.L.Nesom
- Erythranthe exigua (A.Gray) G.L.Nesom & N.S.Fraga
- Erythranthe filicaulis (S.Watson) G.L.Nesom & N.S.Fraga
- Erythranthe filicifolia (Sexton, K.G.Ferris & Schoenig) G.L.Nesom
- Erythranthe flammea G.L.Nesom
- Erythranthe floribunda (Lindl.) G.L.Nesom
- Erythranthe gemmipara (W.A.Weber) G.L.Nesom & N.S.Fraga
- Erythranthe geniculata (Greene) G.L.Nesom
- Erythranthe geyeri (Torr.) G.L.Nesom
- Erythranthe glabrata (Kunth) G.L.Nesom
- Erythranthe glaucescens (Greene) G.L.Nesom
- Erythranthe gracilipes (B.L.Rob.) N.S.Fraga
- Erythranthe grandis (Greene) G.L.Nesom
- Erythranthe grayi (A.L.Grant) G.L.Nesom
- Erythranthe guttata (DC.) G.L.Nesom – kroplik żółty
- Erythranthe hallii (Greene) G.L.Nesom
- Erythranthe hardhamiae N.S.Fraga
- Erythranthe howaldiae G.L.Nesom
- Erythranthe hymenophylla (Meinke) G.L.Nesom
- Erythranthe inamoena (Greene) G.L.Nesom
- Erythranthe inconspicua (A.Gray) G.L.Nesom
- Erythranthe inflata (Miq.) G.L.Nesom
- Erythranthe inflatula (Suksd.) G.L.Nesom
- Erythranthe jungermannioides (Suksd.) G.L.Nesom
- Erythranthe karakormiana (T.Yamaz.) G.L.Nesom
- Erythranthe laciniata (A.Gray) G.L.Nesom
- Erythranthe lagunensis G.L.Nesom
- Erythranthe latidens (A.Gray) G.L.Nesom
- Erythranthe lewisii (Pursh) G.L.Nesom & N.S.Fraga
- Erythranthe linearifolia (A.L.Grant) G.L.Nesom & N.S.Fraga
- Erythranthe lutea (L.) G.L.Nesom – kroplik złoty
- Erythranthe × maculosa (T.Moore) Mabb.
- Erythranthe madrensis (Seem.) G.L.Nesom
- Erythranthe marmorata (Greene) G.L.Nesom
- Erythranthe michiganensis (Pennell) G.L.Nesom
- Erythranthe microphylla (Benth.) G.L.Nesom
- Erythranthe minima (C.Bohlen) J.M.Watson & A.R.Flores
- Erythranthe minor (A.Nelson) G.L.Nesom
- Erythranthe mitodes G.L.Nesom
- Erythranthe montioides (A.Gray) N.S.Fraga
- Erythranthe moschata (Douglas ex Lindl.) G.L.Nesom – kroplik piżmowy
- Erythranthe naiandina (J.M.Watson & C.Bohlen) G.L.Nesom
- Erythranthe nasuta (Greene) G.L.Nesom
- Erythranthe nelsonii (A.L.Grant) G.L.Nesom & N.S.Fraga
- Erythranthe neoglaucescens G.L.Nesom & Uelman
- Erythranthe nepalensis (Benth.) G.L.Nesom
- Erythranthe norrisii (Heckard & Shevock) G.L.Nesom
- Erythranthe nudata (Curran ex Greene) G.L.Nesom
- Erythranthe orizabae (Benth.) G.L.Nesom
- Erythranthe pallens (Greene) G.L.Nesom
- Erythranthe palmeri (A.Gray) N.S.Fraga
- Erythranthe pardalis (Pennell) G.L.Nesom
- Erythranthe parishii (Greene) G.L.Nesom & N.S.Fraga
- Erythranthe parvula (Wooton & Standl.) G.L.Nesom
- Erythranthe patula (Pennell) G.L.Nesom
- Erythranthe pennellii (Gentry) G.L.Nesom
- Erythranthe percaulis G.L.Nesom
- Erythranthe platyphylla (Franch.) G.L.Nesom
- Erythranthe plotocalyx G.L.Nesom
- Erythranthe primuloides (Benth.) G.L.Nesom & N.S.Fraga – kroplik pierwiosnkowaty
- Erythranthe procera (A.L.Grant) G.L.Nesom
- Erythranthe ptilota G.L.Nesom
- Erythranthe pubescens (Benth.) Guevara-Lazc.
- Erythranthe pulsiferae (A.Gray) G.L.Nesom
- Erythranthe purpurea N.S.Fraga
- Erythranthe regni G.L.Nesom
- Erythranthe rhodopetra N.S.Fraga
- Erythranthe rubella (A.Gray) N.S.Fraga
- Erythranthe rupestris (Greene) G.L.Nesom & N.S.Fraga
- Erythranthe scouleri (Hook.) G.L.Nesom
- Erythranthe serpentinicola D.J.Keil
- Erythranthe sessilifolia (Maxim.) G.L.Nesom
- Erythranthe shevockii (Heckard & Bacig.) N.S.Fraga
- Erythranthe sierrae N.S.Fraga
- Erythranthe sinoalba G.L.Nesom
- Erythranthe stolonifera (Novopokr.) G.L.Nesom
- Erythranthe suksdorfii (A.Gray) N.S.Fraga
- Erythranthe szechuanensis (Y.Y.Pai) G.L.Nesom
- Erythranthe taylorii G.L.Nesom
- Erythranthe tenella (Bunge) G.L.Nesom
- Erythranthe thermalis (A.Nelson) G.L.Nesom
- Erythranthe tibetica (P.C.Tsoong & H.P.Yang) G.L.Nesom
- Erythranthe tilingii (Regel) G.L.Nesom
- Erythranthe trinitiensis G.L.Nesom
- Erythranthe unimaculata (Pennell) G.L.Nesom
- Erythranthe utahensis (Pennell) G.L.Nesom
- Erythranthe verbenacea (Greene) G.L.Nesom & N.S.Fraga
- Erythranthe veronicifolia (Greene) G.L.Nesom
- Erythranthe visibilis G.L.Nesom
- Erythranthe washingtonensis (Gand.) G.L.Nesom
- Erythranthe willisii G.L.Nesom